# The Serfsons
"The Serfsons" (Los Siervson en Hispanoamérica y Los Siervison en España) es el estreno de temporada de la vigésima novena temporada de la serie animada de televisión Los Simpson, y el episodio 619 de la serie en general. Fue transmitido en los Estados Unidos por la Fox el 1 de octubre de 2017. En Latinoamérica se estrenó el domingo 13 de mayo de 2018.
Este episodio tiene lugar en una versión fantástica de Springfield. Este fue el primer episodio musicalizado por el estudio Bleeding Fingers Music, luego de que el veterano compositor Alf Clausen (quien había trabajado para el programa desde 1990) fuese destituido de su puesto el 30 de agosto de 2017. También fue el último episodio hasta la fecha en el que Apu Nahasapeemapetilon es interpretado por el actor de voz Hank Azaria, desde entonces pasó a ser un personaje de fondo sin ningún diálogo.

## Argumento
En el reino de Springfieldia, la familia Serfson visita a Jacqueline Bouvier en Las Telarañas de Araña Gigante, un bosque de retiro, donde Marge descubre, para su sorpresa, que Jacqueline se está congelando.
Según el Barbero Hibbert, Jacqueline se encuentra en un estado de progresivo congelamiento después de haber sido mordida por un caminante helado, el cual convierte la carne de la víctima en hielo dentro de una semana. Para salvarla, él propone un tratamiento, comprar un Amuleto de Warmfyre. Sin embargo, el costo es demasiado alto, y Marge envía a Homer para agarrar el dinero necesario. Azzlan brevemente aparece tratando de convertir a los Serfson al Cristianismo sólo para ser expulsado por Marge.
En la Planta de Energía Nuclear de Springfieldia, Homer intenta, sin éxito, pedirle dinero a Lord Montgomery. Viendo las tribulaciones de su padre, Lisa resuelve el problema por arte de magia, convirtiendo el plomo en oro. Sin embargo, Lisa no puede realizar magia en público, de lo contrario el Rey Diamante la obligaría a convertirse en una de sus malvados hechiceros.
En casa, Marge le da el amuleto a Jacqueline, quien se niega al principio, reconociendo la inutilidad de la vida, aunque ella decide llevarlo. En ese momento, los magos del Rey Diamante aparecen y se llevan a Lisa bajo cargos de brujería. Para rescatarla, Homero incita a los campesinos a rebelarse. Al escalar el castillo, los campesinos derrotan a los magos del Rey para luego enfrentarse a un dragón. Jacqueline decide quitarse el amuleto, sacrificándose para derrotar al dragón con éxito. Sin embargo, se revela que el dragón era la fuente de toda la magia en el reino, incluyendo todas las criaturas mágicas. Lisa sugiere que el reino ahora puede basar su vida en la ciencia, a consternación de todos. Homer decide asar brasas en un intento de revivir al dragón, el cual sin embargo termina quemando la aldea.

## Recepción
Dennis Perkins, de The A.V. Club, le dio al episodio una "B-", declarando que "'The Serfsons' es, una reparable metedura de pata cuyo mayor defecto es su naturaleza desechable, especialmente como una forma de iniciar la nueva temporada. El show ha hecho este tipo de episodios como estreno de temporada más de una vez, y tal vez tengan la intención de enganchar a los espectadores con algunas referencias a la cultura pop. Para ser justos. 'The Serfsons', por su cuenta, tiene un saludable puñado de tales cosas, así como evita justificar esta fantasiosa excursión—Los Simpson son una familia de oprimidos campesinos en una especie de mash-up entre 'Game of Thrones', 'El Señor de los Anillos' y 'Calabozos & Dragones'"
The Serfsons tuvo un 1.4 puntos de índice de audiencia con un share de 5 y fue visto por 3.26 millones de personas, siendo el segundo programa de Fox más visto de la noche.